# NCAA Water Polo Division I (maschile)
La NCAA Water Polo Division I è la massima divisione del campionato NCAA maschile di pallanuoto. Viene disputata fin dal 1969.

## Albo d'oro
| Anno | Campione            | Punteggio | Vice campione       | Località                |
| ---- | ------------------- | --------- | ------------------- | ----------------------- |
| 1969 | UCLA                | 5-2       | California          | Long Beach (California) |
| 1970 | UC Irvine           | 7-6       | UCLA                | Long Beach (California) |
| 1971 | UCLA                | 5-3       | San Jose State      | Long Beach (California) |
| 1972 | UCLA                | 10-5      | UC Irvine           | New Mexico              |
| 1973 | California          | 8-4       | UC Irvine           | Long Beach (California) |
| 1974 | California          | 7-6       | UC Irvine           | Long Beach (California) |
| 1975 | California          | 9-8       | UC Irvine           | Long Beach (California) |
| 1976 | Stanford            | 13-12     | UCLA                | Long Beach (California) |
| 1977 | California          | 8-6       | UC Irvine           | Brown                   |
| 1978 | Stanford            | 7-6       | California          | Long Beach (California) |
| 1979 | UC Santa Barbara    | 11-3      | UCLA                | Long Beach (California) |
| 1980 | Stanford            | 8-6       | California          | Long Beach (California) |
| 1981 | Stanford            | 17-6      | Long Beach State    | Long Beach (California) |
| 1982 | UC Irvine           | 7-4       | Stanford            | Long Beach (California) |
| 1983 | California          | 10-7      | Southern California | Long Beach (California) |
| 1984 | California          | 9-8       | Stanford            | Long Beach (California) |
| 1985 | Stanford            | 12-11     | UC Irvine           | Long Beach (California) |
| 1986 | Stanford            | 9-6       | California          | Long Beach (California) |
| 1987 | California          | 9-8†      | UC Irvine           | Long Beach (California) |
| 1988 | California          | 14-11     | UCLA                | Long Beach (California) |
| 1989 | UC Irvine           | 9-8       | California          | Indianapolis            |
| 1990 | California          | 8-7       | Stanford            | Long Beach (California) |
| 1991 | California          | 7-6       | UCLA                | Long Beach (California) |
| 1992 | California          | 12-11     | Stanford            | Long Beach (California) |
| 1993 | Stanford            | 11-9      | Southern California | Long Beach (California) |
| 1994 | Stanford            | 14-10     | Southern California | Long Beach (California) |
| 1995 | UCLA                | 10-8      | California          | Stanford                |
| 1996 | UCLA                | 8-7       | Southern California | UC San Diego            |
| 1997 | Pepperdine          | 8-7††     | Southern California | Fort Lauderdale, Fla.   |
| 1998 | Southern California | 9-8       | Stanford            | Newport Beach, Calif.   |
| 1999 | UCLA                | 6-5       | Stanford            | La Jolla, Calif.        |
| 2000 | UCLA                | 11-2      | UC San Diego        | Malibu, Calif.          |
| 2001 | Stanford            | 8-5       | UCLA                | Stanford                |
| 2002 | Stanford            | 7-6       | California          | Loyola Marymount        |
| 2003 | Southern California | 9-7       | Stanford            | Stanford                |
| 2004 | UCLA                | 10-9      | Stanford            | Stanford                |
| 2005 | Southern California | 3-2       | Stanford            | Bucknell                |
| 2006 | California          | 7-6       | Southern California | Loyola Marymount        |
| 2007 | California          | 8-6       | Southern California | Stanford                |
| 2008 | Southern California | 7-5       | Stanford            | Stanford                |
| 2009 | Southern California | 7-6       | UCLA                | Princeton University    |